# HD82829
HD82829 — хімічно пекулярна зоря спектрального класу A4, що має видиму зоряну величину в смузі V приблизно  7,8.
Вона  розташована на відстані близько 493,4 світлових років від Сонця.